# ويليام إس. غرينبيرغ
ويليام إس. غرينبيرغ (بالإنجليزية: William S. Greenberg)‏ هو محامي وقاضي أمريكي، ولد في 2 ديسمبر 1942.